# Andreas Mustoxydis

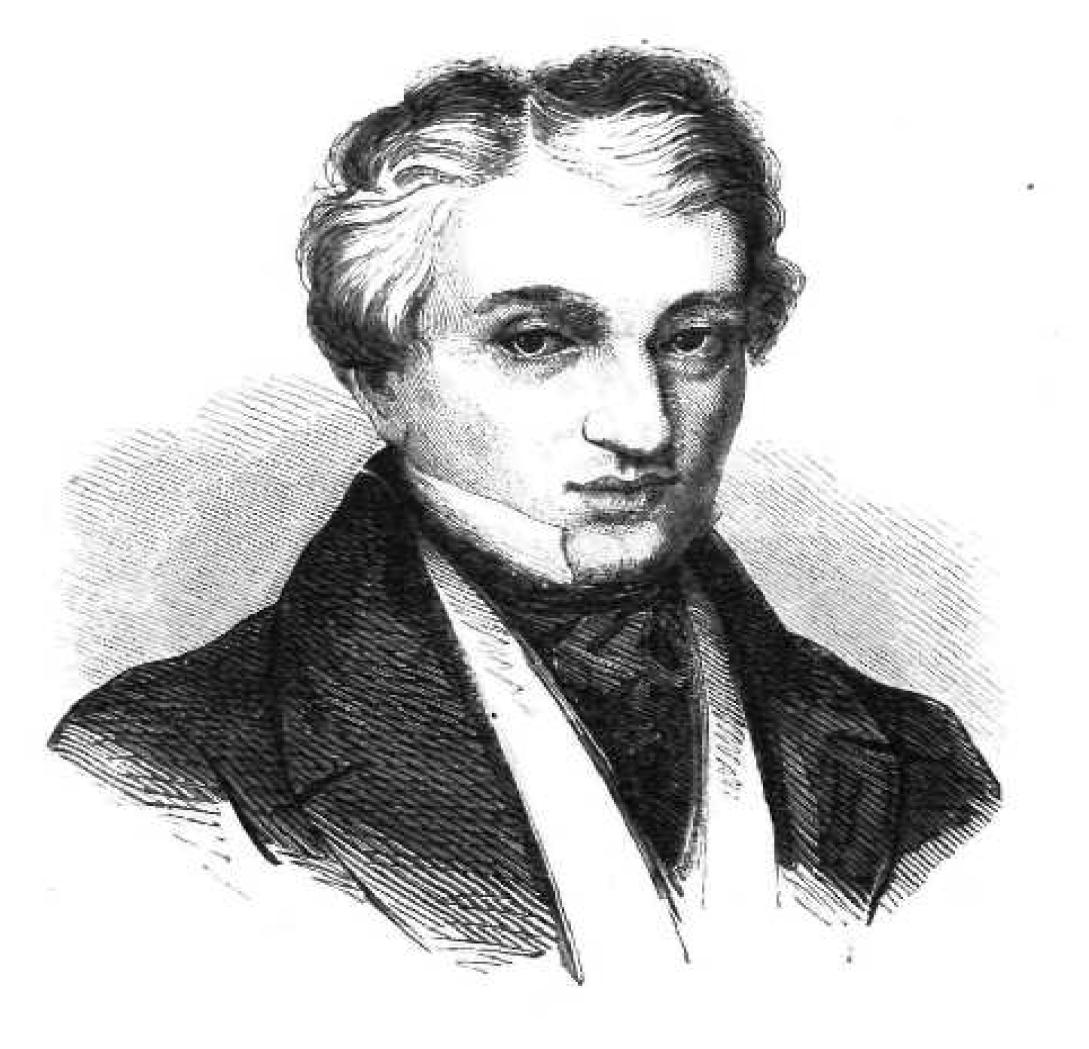
Andreas Mustoxydis

Andreas Mustoxydis (Ανδρέας Μουστοξύδης), född 1785 på Korfu, död där 29 juli 1860, var en nygrekisk historiker och filolog.  
Mustoxydis studerade i Pavia och blev i ung ålder Joniska öarnas historiograf, varefter han utgav Illustrazioni corciresi (två band 1811–14). År 1828 fick han under Ioannis Kapodistrias regering ansvaret för den offentliga undervisningen i Grekland, men återvände efter mordet på denne till Korfu. 
Av Mustoxydis övriga skrifter kan nämnas Considerazione sulla presente lingua dei Greci (1815) och Renseignements sur la Grèce et sur l'administration du comte Capodistrias (1833). Han påträffade dessutom i italienska bibliotek tidigare okända brottstycken av klassisk grekiska skrifter (däribland ett tal av Isokrates) samt översatt en del av den klassisk grekiska litteraturen till italienska.

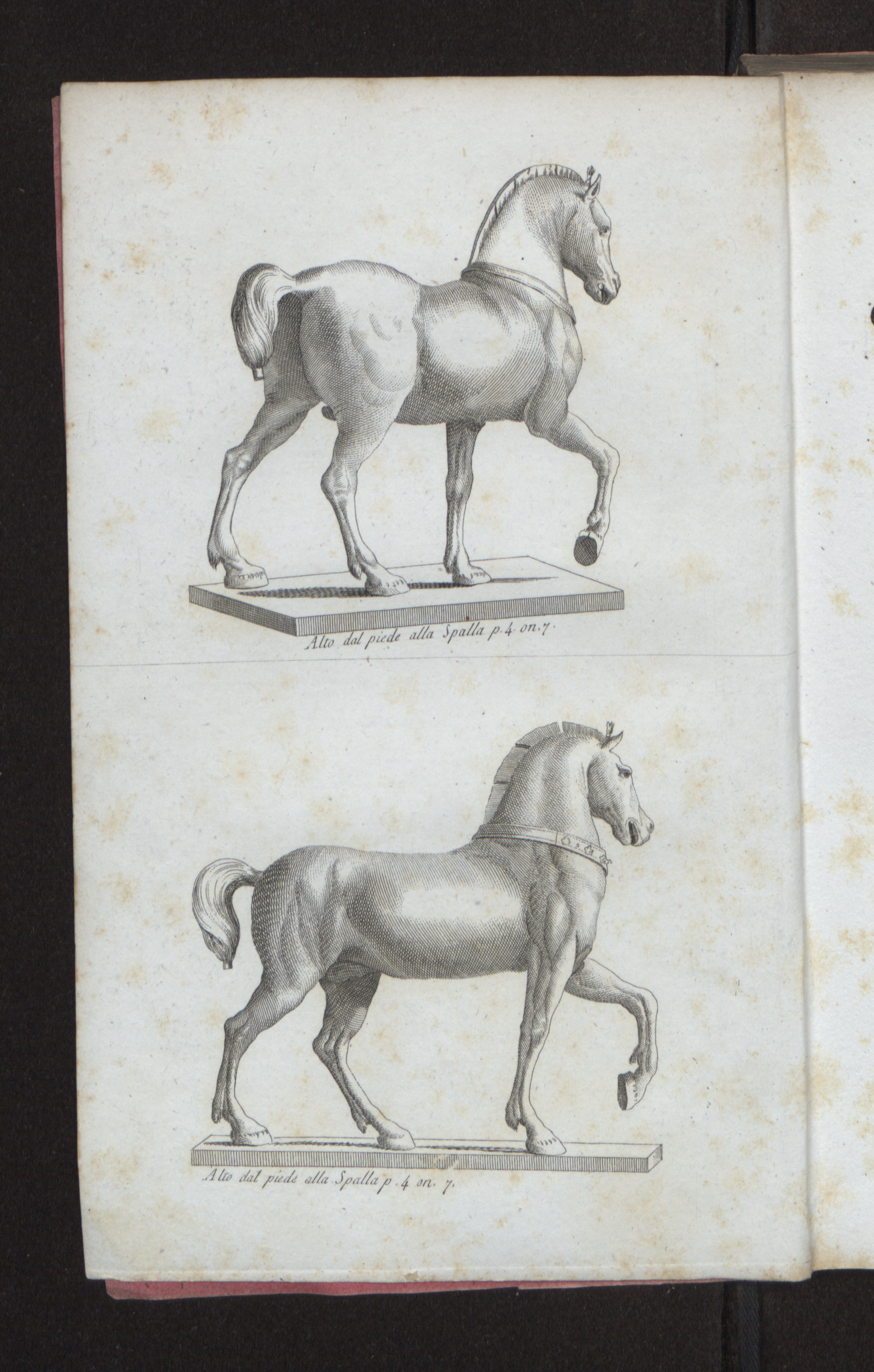
Sui quattro cavalli della Basilica di S. Marco in Venezia, 1816